# Claud Jacob
Sir Claud William Jacob (Mahidpur, 21 novembre 1863 – Londra, 2 giugno 1948) è stato un militare britannico.

## Biografia
Jacob nacque il 21 novembre 1863, a Mahidpur nella Presidenza di Bombay, nell'India britannica, figlio del Maggiore Generale William Jacob e di sua moglie, Eliza Jacob.
Dalla Sherborne School egli passò alla Royal Military Academy Sandhurst ed entrò nel Worcestershire Regiment nel 1882. Alla fine del 1884 fu di stanza a Quetta, assicurando il proprio trasferimento all'Indian service e venne posto nel 30th Regiment (Jacob’s) Bombay Native Infantry conosciuto anche col nome di 3rd Belooch Regiment (oggi 12 Baloch). Da qui, venne spostato al 24th (Baluchistan) Regiment of Bombay Infantry (oggi 6 Baloch). Egli vide la propria prima azione nella valle di Zhob nel 1890 durante la spedizione britannica nella zona. Egli venne successivamente scelto per assumere il comando dei Zhob Levy Corps, che mantennero la pace nella Provincia della Frontiera Nord occidentale al confine tra Waziristan e l'Afghanistan meridionale.
Nel 1912, egli venne nominato GSO1 della Meerut Division. Allo scoppio della prima guerra mondiale nel 1914, un corpo d'armata indiano venne inviato al Fronte occidentale; Jacob quindi vi si recò al seguito della Meerut division. Egli rimase l'unico ufficiale nato in India a rimanere in Francia ed a raggiungervi un grado elevato. Appena prima del Natale del 1914, la situazione sembrava critica per le truppe britanniche pesantemente colpite dai tedeschi, ma egli si distinse per coraggio.
All'inizio del 1915, egli venne nominato al comando della Dehra Dun Brigade, e la guidò nella Battaglia di Neuve Chapelle nel marzo di quell'anno. Nel settembre, ottenne il comando della Meerut division e prese parte alle azioni nella Battaglia di Loos. Nel novembre dello stesso anno, quando l'Indian Corps venne preparato a lasciare il fronte occidentale, egli venne nominato comandante della 21st Division della "New Armies" il 18 novembre 1915. In quello stesso anno venne creato Compagno dell'Ordine del Bagno.
Nel settembre 1916 egli venne nominato comandante del II Corps nella Fifth Army. Durante la Battaglia della Somme, egli prese Thiepval con uno spettacolare assalto mirabilmente congeniato. Nel 1917 il suo corpo riuscì a superare la Linea Hindenburg.
Venendo promosso tenente generale nel 1917, ottenne il comando di un corpo nell'Armata inglese del Reno durante l'occupazione locale. Nel 1920, egli divenne Capo dello Staff Generale in India. Nel corso di quell'anno, venne promosso al rango di generale e nominato aiutante di campo di re Giorgio V. Nel 1924, egli fece ritorno in Inghilterra, ma nel novembre di quello stesso anno ottenne il comando del Northern Command in India. Quando Lord Rawlinson morì l'anno successivo, egli fu temporaneamente Comandante in Capo per l'India. Molti pensarono a questo punto che l'incarico gli sarebbe spettato automaticamente, ma le autorità militari londinesi spostarono l'ago della bilancia su sir William Birdwood, I barone Birdwood e nel novembre di quell'anno Jacob tornò nuovamente in Inghilterra per ottenere il ruolo di Segretario Militare nell'India Office. Promosso feldmaresciallo nel novembre del 1926 rimase all'India Office sino al maggio del 1930. Il suo ultimo incarico ufficiale fu quello di Conestabile della Torre di Londra, che mantenne dal 1937 al 1943. Egli venne nominato Cavaliere Commendatore dell'Ordine di San Michele e San Giorgio nel 1919, Cavaliere Commendatore dell'Ordine della Stella d'India nel 1924, Gran Croce dell'Ordine del Bagno nel 1926 e Gran Commendatore dell'Ordine della Stella d'India nel 1930.
Jacob morì il 2 giugno 1948, all'età di 84 anni. Negli ultimi anni della sua vita egli fu anche Colonnello onorario del 2nd Battalion The Baluch Regiment (oggi 7th Battalion The Baloch Regiment) e per suo testamento lasciò le sue medaglie e decorazioni all'Officier Mess del Baloch Regimental Centre di Abbottabad, in Pakistan.

## Matrimonio e figli
Nel 1894, egli sposò Clara Pauline Wyatt, figlia del reverendo J. L. Wyatt, molto conosciuto come missionario e studente di lingue orientali in India, oltre che come lettore di lingua tamil all'Università di Cambridge dal 1895 al 1929.
La coppia ebbe un figlio, Edward Ian Claud Jacob, che poi divenne Segretario Assistente Militare del Gabinetto di Guerra e Direttore Generale della BBC. Un'altra figlia avuta dalla coppia, Aileen Swinton Jacob, nata il 5 agosto 1895, morì il 14 gennaio 1907.